# Borborothis
Borborothis is een geslacht van rechtvleugeligen uit de familie Anostostomatidae. De wetenschappelijke naam van dit geslacht is voor het eerst geldig gepubliceerd in 1888 door Brunner von Wattenwyl.

## Soorten
Het geslacht Borborothis omvat de volgende soorten:
- Borborothis brunneri Bolívar, 1890
- Borborothis opaca Brunner von Wattenwyl, 1888